# دان ويلسون (كاتب)
دان ويلسون (بالإنجليزية: Dan Wilson)‏ هو كاتب أمريكي، ولد في 1970.

## وصلات خارجية
- دان ويلسون على موقع IMDb (الإنجليزية)